# Lagurus pannonicus
Espèce
Lagurus pannonicus est une espèce fossile de rongeurs de la famille des Cricetidae.

## Distribution et époque
Ce lemming a été découvert en Grèce, en Hongrie, en Roumanie et en Turquie. Il vivait à l'époque du Pléistocène moyen et supérieur, il y a environ entre 0,781 et 0,012 Ma (millions d'années).

## Taxinomie
Cette espèce a été décrite pour la première fois en 1930 par le scientifique hongrois Tivadar Kormos.

## Publication originale
(de) Kormos, 1930 : « Diagnosen neuer Säugetiere aus dem Oberpliozänen fauna des Somlyóberges bei Püspökfürdö ». Annales Musei Nationalis Hungarici, vol. 27, p. 237-246 (texte intégral) (consulté le 21 octobre 2013).